# Lijst van residenten op Sumatra
Dit is een lijst van residenten op Sumatra tijdens de Nederlandse kolonisatie.
Nederlands-Indië werd tot 1942 ingedeeld in verscheidene residenties met aan het hoofd een resident. In onderstaande opsomming worden de verschillende residenties en hun residenten door de jaren heen genoemd. Sommige residenties zijn door de jaren heen verdwenen of juist ontstaan, dit zal bij de residentie worden vermeld. De ontslagdata kloppen niet helemaal, het duurde toen enige weken voordat er een nieuwe resident werd aangesteld. Met residenten die korter dan een jaar actief zijn geweest is geen rekening gehouden. Hoewel de functie van Gouverneur van Oostkust van Sumatra en die van Atjeh functioneel hetzelfde is als een resident, worden zij  niet in deze lijst opgenomen.

## Sumatra
| resident van Sumatra                                | van  | tot  |
| --------------------------------------------------- | ---- | ---- |
| J. du Puij                                          | 1822 | 1823 |
| A.T. Raaff                                          | 1823 | 1824 |
| H.J.J.L. de Stuuers                                 | 1824 | 1828 |
| 1828 omgevormd tot de residentie Sumatra's westkust |      |      |

## Aijer Bangies
| resident van Aijer Bangies                           | van  | tot  |
| ---------------------------------------------------- | ---- | ---- |
| P. de Perez                                          | 1839 | 1840 |
| A.L. Weddik                                          | 1840 | 1843 |
| 1844 bij Sumatra's Westkust als assistent-residentie |      |      |

## Billiton
| resident van Billiton                   | van  | tot  |
| --------------------------------------- | ---- | ---- |
| J.W. Bierschel                          | 1823 | 1824 |
| 1825 omgevormd tot assistent-residentie |      |      |

## Padang
| resident van Padang     | van  | tot  |
| ----------------------- | ---- | ---- |
| J. du Puij              | 1819 | 1822 |
| 1823-1838 onder Sumatra |      |      |
| C.P.C. Steinmetz        | 1839 | 1840 |
| opgeheven               |      |      |

## Palembang en Banka
| resident van Palembang & Banka | van  | tot  |
| ------------------------------ | ---- | ---- |
| J.L. Heijnis                   | 1820 | 1821 |
| opgeheven                      |      |      |

## Padangsche Bovenlanden
| vóór 1840 een assistent-residentie     | vóór 1840 een assistent-residentie | vóór 1840 een assistent-residentie |
| resident van de Padangsche Bovenlanden | van                                | tot                                |
| -------------------------------------- | ---------------------------------- | ---------------------------------- |
| C.P.C. Steinmetz                       | 1840                               | 1848                               |
| A. van der Hart                        | 1848                               | 1853                               |
| P.T. Couperus                          | 1853                               | 1857                               |
| Henri Maximiliaan Andrée Wiltens       | 1857                               | 1862                               |
| K.F. Stijman                           | 1862                               | 20 januari 1864                    |
| H.A. Steijn Parvé                      | 20 januari 1864                    | 21 augustus 1865                   |
| J.K. de Wit                            | 21 augustus 1865                   | 11 mei 1869                        |
| C.C.L. van Coeverden                   | 11 mei 1869                        | 22 juni 1871                       |
| G. du Rij van Beest Holle              | 22 juni 1871                       | 24 juni 1876                       |
| H.D. Canne                             | 24 juni 1876                       | 20 april 1878                      |
| H.F.W. Cornets de Groot                | 20 april 1878                      | 4 juni 1881                        |
| J.C. Boyle                             | 4 juni 1881                        | 6 augustus 1891                    |
| G.A. Scherer                           | 6 augustus 1891                    | 5 juli 1894                        |
| H.E. Prins                             | 5 juli 1894                        | 1898                               |
| 1898-1901 geen bekend                  |                                    |                                    |
| A.K. Derx                              | 28 maart 1901                      | 9 april 1907                       |
| Th.J.H. van Driessche                  | 9 april 1907                       | 8 augustus 1908                    |
| E.J. Gerrits                           | 8 augustus 1908                    | 8 mei 1909                         |
| H.A. Raedt van Oldenbarnevelt          | 8 mei 1909                         | 22 september 1910                  |
| J. Ballot                              | 22 september 1910                  | 1914                               |

## Banka en Onderhorigen
| resident van Banka en onderhorigen | van               | tot               |
| ---------------------------------- | ----------------- | ----------------- |
| W.J. Keer                          | 1819              | 1821              |
| A. de la Fontaine                  | 1821              | 1823              |
| 1823-1828 geen bekend              |                   |                   |
| H. du Buij                         | 1828              | 1833              |
| P.E. Reeder                        | 1833              | 1837              |
| P. Oosthout                        | 1837              | 1840              |
| H.M. le Roux                       | 1840              | 1842              |
| J. van der Eb                      | 1842              | 1848              |
| F. van Olden                       | 1848              | 1850              |
| H.J. Severijn Haesebroeck          | 1850              | 1851              |
| D.F. Schaap                        | 1851              | 1854              |
| A.M. Bousquet                      | 1854              | 1856              |
| T. van Capellen                    | 1856              | 1859              |
| J.F.R.S. van den Bossche           | 1859              | 7 april 1861      |
| C. Bosscher                        | 7 april 1861      | 22 juli 1865      |
| F.M.G. van Cattenburch             | 22 juli 1865      | 20 november 1867  |
| J.H. Croockewit                    | 20 november 1867  | 18 augustus 1870  |
| F.M.G. van Cattenburch             | 18 augustus 1870  | 10 januari 1875   |
| E.A.J.D. Dibbets                   | 10 januari 1875   | 3 mei 1878        |
| Ch.M.G.A.M. Ecoma Verstege         | 3 mei 1878        | 29 juni 1884      |
| A. Sol                             | 29 juni 1884      | 29 juli 1888      |
| H.J. Hooghwinkel                   | 29 juli 1888      | 22 mei 1893       |
| H.J. Monod de Froideville          | 22 mei 1893       | 27 mei 1895       |
| E.A.T. Weber                       | 27 mei 1895       | 10 mei 1902       |
| H. van der Wolk                    | 10 mei 1902       | 10 februari 1906  |
| W.J. Coenen                        | 10 februari 1906  | 13 augustus 1910  |
| R.J. Boers                         | 13 augustus 1910  | 23 juli 1913      |
| Arie Jacob Nicolaas Engelenberg    | 23 juli 1913      | 12 maart 1918     |
| W. Doornik                         | 12 maart 1918     | 18 mei 1923       |
| J.J. Fraser                        | 18 mei 1923       | 4 mei 1925        |
| J.E. Edie                          | 4 mei 1925        | 11 juni 1928      |
| D.G. Hooijer                       | 11 juni 1928      | 7 mei 1931        |
| Maximiliaan Hamerster              | 7 mei 1931        | 8 juni 1934       |
| J.C. Mann                          | 8 juni 1934       | 30 september 1938 |
| P.Brouwer                          | 30 september 1938 | Japanse bezetting |

## Sumatra's Westkust
| resident van Sumatra's Westkust | van              | tot               |
| ------------------------------- | ---------------- | ----------------- |
| W. MacGillavry                  | 1828             | 1829              |
| H. MacGillavry                  | 1829             | 1830              |
| C.P.J. Elout                    | 1830             | 1834              |
| 1834-1915 onder een Gouverneur  |                  |                   |
| J.D.L. le Fèbvre                | 12 augustus 1915 | ~1918             |
| 1918-1926 onder een Gouverneur  |                  |                   |
| P.C. Arends                     | 10 juni 1926     | 29 juli 1927      |
| G.F.E. Gonggrijp                | 29 juli 1927     | 2 januari 1932    |
| B.H.F. van Heuven               | 2 januari 1932   | 28 februari 1935  |
| A.I. Spits                      | 28 februari 1935 | 7 mei 1937        |
| G.A. Bosselaar                  | 7 mei 1937       | Japanse bezetting |

## Atjeh
| vóór 1938 onder een Gouverneur | vóór 1938 onder een Gouverneur | vóór 1938 onder een Gouverneur |
| resident van Atjeh             | van                            | tot                            |
| ------------------------------ | ------------------------------ | ------------------------------ |
| J. Pauw                        | 30 september 1938              | Japanse bezetting              |

## Oostkust van Sumatra
| resident van de Oostkust van Sumatra | van              | tot               |
| ------------------------------------ | ---------------- | ----------------- |
| S. Locker de Bruijne                 | 1 juni 1873      | 27 oktober 1877   |
| J. Faes                              | 27 oktober 1877  | 12 januari 1880   |
| L. de Scheemaker                     | 12 januari 1880  | 20 februari 1881  |
| R.C. Kroesen                         | 20 februari 1881 | 12 juni 1885      |
| A.A. Hoos                            | 12 juni 1885     | 9 oktober 1886    |
| G.A. Scherer                         | 9 oktober 1886   | 22 februari 1889  |
| W.J.M. Michielsen                    | 22 februari 1889 | 2 juni 1894       |
| P.J. Kooreman                        | 2 juni 1894      | 4 april 1899      |
| H.A. van Steenstraten                | 4 april 1899     | 24 juli 1902      |
| G. Schaap                            | 24 juli 1902     | 25 oktober 1905   |
| J. Ballot                            | 25 oktober 1905  | 16 februari 1910  |
| W.J. Rahder                          | 16 februari 1910 | 29 november 1913  |
| S. van der Plas                      | 29 november 1913 | 12 augustus 1915  |
| 1915-1938 onder een Gouverneur       |                  |                   |
| F.J. Bruggeman                       | 30 december 1938 | Japanse bezetting |

## Palembang
| resident van Palembang         | van              | tot               |
| ------------------------------ | ---------------- | ----------------- |
| Jan Cornelis Reijnst           | 1823             | 1826              |
| H.S. van Son                   | 1826             | 1828              |
| C.F.E. Praetorius              | 1828             | 1833              |
| J.W. Boers                     | 1833             | 1839              |
| H.F. Buschkens                 | 1839             | 1841              |
| A.H.W. baron de Kock           | 1841             | 1848              |
| C.P.C. Steinmetz               | 1848             | 1850              |
| Cornelis Albert de Brauw       | 1850             | 1855              |
| A. van der Ven                 | 1855             | 1856              |
| P.T. Couperus                  | 1856             | 1860              |
| Willem Egbert Kroesen          | 1860             | 1861              |
| J.A.W. van Ophuijsen           | 1861             | 9 november 1862   |
| P.L. Bloemen Waanders          | 9 november 1862  | 19 februari 1867  |
| J.A.W. van Ophuijsen           | 19 februari 1867 | 5 september 1870  |
| F.E.P. van den Bossche         | 5 september 1870 | 24 november 1872  |
| M.H.W. Nieuwenhuijs            | 24 november 1872 | 11 mei 1873       |
| Abraham Pruijs van der Hoeven  | 11 mei 1873      | 23 maart 1879     |
| Philip Franz Laging Tobias     | 23 maart 1879    | 6 februari 1883   |
| G.J. du Cloux                  | 6 februari 1883  | 8 maart 1887      |
| C.A. Niesen                    | 8 maart 1887     | 22 februari 1889  |
| J.P. de Vries                  | 22 februari 1889 | 15 april 1897     |
| H.J. Monod de Froideville      | 15 april 1897    | 23 oktober 1900   |
| I.A. van Rijn van Alkemade     | 23 oktober 1900  | 9 mei 1906        |
| F.L.K. Storm van 's Gravelande | 9 mei 1906       | 5 juli 1909       |
| C. van de Velde                | 5 juli 1909      | 3 april 1914      |
| D.A.F. Brautigam               | 3 april 1914     | 10 maart 1920     |
| Louis Constant Westenenk       | 10 maart 1920    | 20 april 1921     |
| A.M. Hens                      | 20 april 1921    | 18 mei 1923       |
| O.M. Goedhart                  | 18 mei 1923      | 11 januari 1926   |
| Jan Tideman                    | 11 januari 1926  | 29 november 1928  |
| Harmanus Evert Karel Ezerman   | 29 november 1928 | 25 juli 1930      |
| J.L.M. Swaab                   | 25 juli 1930     | 3 juli 1933       |
| W. Steinbuch                   | 3 juli 1933      | 21 juli 1936      |
| A. Oranje                      | 21 juli 1936     | 31 december 1941  |
| A.W. van Zadelhoff             | 31 december 1941 | Japanse bezetting |

## Benkoelen
| resident van Benkoelen         | van              | tot               |
| ------------------------------ | ---------------- | ----------------- |
| B.C. Verploegh                 | 1825             | 1826              |
| 1826-1838 assistent-residentie |                  |                   |
| B.J.A.W. Brilman               | 1838             | 1839              |
| 1839-1877 assistent-residentie |                  |                   |
| B. van Zutphen                 | 12 januari 1878  | 13 maart 1882     |
| D. Heijting                    | 13 maart 1882    | 25 juni 1883      |
| W.F. Sikman                    | 25 juni 1883     | 5 juli 1889       |
| K.F.H. van Langen              | 5 juli 1889      | 4 oktober 1892    |
| J.F.H. Schultz van Vlissingen  | 4 oktober 1892   | 10 juni 1904      |
| D.K.A. van Loghem              | 10 juni 1904     | 17 augustus 1906  |
| C. van de Velde                | 17 augustus 1906 | 24 augustus 1909  |
| Oscar Louis Helfrich           | 24 augustus 1909 | 4 november 1912   |
| L. Knappert                    | 4 november 1912  | 21 mei 1915       |
| Louis Constant Westenenk       | 21 mei 1915      | 12 maart 1920     |
| M.C. Roos van Raadshooven      | 12 maart 1920    | 19 juni 1924      |
| P.A. Tellings                  | 19 juni 1924     | 24 juni 1927      |
| W.J.R. Zieck                   | 24 juni 1927     | 12 maart 1932     |
| W. Groenenveldt                | 12 maart 1932    | 16 januari 1936   |
| P.M. Hooijkaas                 | 16 januari 1936  | 13 mei 1939       |
| C.E. Maier                     | 13 mei 1939      | Japanse bezetting |

## Lampoengsche Districten
| vóór 1857 een Gezaghebber aan het hoofd | vóór 1857 een Gezaghebber aan het hoofd | vóór 1857 een Gezaghebber aan het hoofd |
| resident van Lampoengsche Districten    | van                                     | tot                                     |
| --------------------------------------- | --------------------------------------- | --------------------------------------- |
| R. Wijnen                               | 1857                                    | 24 augustus 1861                        |
| F.M.G. van Cattenburch                  | 24 augustus 1861                        | 4 augustus 1865                         |
| J.Walland                               | 4 augustus 1865                         | 15 februari 1868                        |
| D.W. Schiff                             | 15 februari 1868                        | 18 april 1870                           |
| Abraham Pruijs van der Hoeven           | 18 april 1870                           | 11 mei 1873                             |
| J.E. van den Bor                        | 11 mei 1873                             | 29 juni 1875                            |
| H.F.W. Cornets de Groot                 | 29 juni 1875                            | 10 mei 1878                             |
| N. Altheer                              | 10 mei 1878                             | 22 september 1883                       |
| J.A. Velders                            | 22 september 1883                       | 2 september 1888                        |
| P.H. van Hengst                         | 2 september 1888                        | 7 juni 1897                             |
| G.W.W.C. baron van Hoevell              | 7 juni 1897                             | 24 oktober 1898                         |
| J. Eschbach                             | 24 oktober 1898                         | 28 maart 1901                           |
| Joseph Bernard Neumann                  | 28 maart 1901                           | 5 november 1906                         |
| J.R. Stuurman                           | 5 november 1906                         | 4 april 1913                            |
| H. Craandijk                            | 4 april 1913                            |                                         |
| 1919 ontbreekt                          |                                         |                                         |
| J. Breukink                             | 5 september 1919                        | 18 mei 1923                             |
| L. Berkhout                             | 18 mei 1923                             | 4 april 1926                            |
| Th. Volmering                           | 4 april 1926                            | 7 maart 1930                            |
| F.J. Junius                             | 7 maart 1930                            | 27 mei 1933                             |
| H.R. Rookmaaker                         | 27 mei 1933                             | 31 juli 1937                            |
| J. Pauw                                 | 31 juli 1937                            | 30 september 1938                       |
| G.W. Meindersma                         | 30 september 1938                       | Japanse bezetting                       |

## Djambi
| vóór 1906 een assistent-residentie    | vóór 1906 een assistent-residentie | vóór 1906 een assistent-residentie |
| resident van Djambi                   | van                                | tot                                |
| ------------------------------------- | ---------------------------------- | ---------------------------------- |
| Oscar Louis Helfrich                  | 2 juli 1906                        | 2 december 1908                    |
| Arie Jacob Nicolaas Engelenberg       | 2 december 1908                    | 15 juli 1910                       |
| Theodoor Anne Louis Heijting          | 15 juli 1910                       | 24 september 1913                  |
| A.L. Kamerling                        | 24 september 1913                  | 3 december 1915                    |
| H.C.E. Quast                          | 3 december 1915                    | 3 februari 1918                    |
| H.L.C. Petri                          | 3 februari 1918                    | 7 maart 1923                       |
| C. Poortman                           | 7 maart 1923                       | 1 april 1925                       |
| Gerrit Jan van Dongen                 | 1 april 1925                       | 24 augustus 1927                   |
| Harmanus Evert Karel Ezerman          | 24 augustus 1927                   | 8 november 1928                    |
| Jan Reinier Frans Verschoor van Nisse | 8 november 1928                    | 2 november 1931                    |
| W. Steinbuch                          | 2 november 1931                    | 10 juni 1933                       |
| Ph. J. van der Meulen                 | 10 juni 1933                       | 26 september 1936                  |
| M.J. Ruijchaver                       | 26 september 1936                  | 31 maart 1940                      |
| Jan Reuvers                           | 31 maart 1940                      | Japanse bezetting                  |

## Riouw
| resident van Riouw                 | van              | tot               |
| ---------------------------------- | ---------------- | ----------------- |
| ? Koenigdorffer                    | 1819             | 1820              |
| L.C. grave von Ranzow              | 1820             | 1826              |
| C.P.J. Elout                       | 1826             | 1830              |
| H. Cornets de Groot                | 1830             | 1836              |
| C.F. Goldman                       | 1836             | 1839              |
| A.L. Andriesse                     | 1839             | 1847              |
| A.F. van den Berg                  | 1847             | 1849              |
| D.L. Baumgardt                     | 1849             | 1851              |
| J.C. de Lannoy                     | 1851             | 1853              |
| F.J. Willer                        | 1853             | 1855              |
| Frederik Nicolaas Nieuwenhuijzen   | 1855             | 1857              |
| J.H. Tobias                        | 1857             | 18 april 1861     |
| E. Netscher                        | 18 april 1861    | 13 maart 1870     |
| D.W. Schiff                        | 13 maart 1870    | 3 april 1880      |
| Antonie Henri Gijsbertus Blokzeijl | 3 april 1880     | 5 augustus 1886   |
| E.A. Halewijn                      | 5 augustus 1886  | 3 september 1888  |
| F.S.A. de Clercq                   | 3 september 1888 | 4 mei 1890        |
| E.W.E. Burger                      | 4 mei 1890       | 22 mei 1893       |
| A.L. van Hasselt                   | 22 mei 1893      | 6 april 1896      |
| A.M. Joekes                        | 6 april 1896     | 11 oktober 1898   |
| W.C. Hoogkamer                     | 11 oktober 1898  | 23 oktober 1900   |
| H.J. Monod de Froideville          | 23 oktober 1900  | 28 maart 1901     |
| V.L. de Lannoy                     | 28 maart 1901    | 1 juli 1903       |
| W.A. de Kanter                     | 1 juli 1903      | 28 mei 1908       |
| W.J. Rahder                        | 28 mei 1908      | 29 april 1910     |
| G.F. de Bruijn Kops                | 29 april 1910    | 21 maart 1914     |
| A.C. Veenhuijzen                   | 21 maart 1914    | 5 mei 1916        |
| L.R. Wentholt                      | 5 mei 1916       | 2 januari 1921    |
| L.M.F. Plate                       | 2 januari 1921   | 2 augustus 1924   |
| V.A. Doeve                         | 2 augustus 1924  | 2 augustus 1928   |
| J. Roest                           | 2 augustus 1928  | 30 november 1932  |
| G.A.W.Ch. de Haze Winkelman        | 30 november 1932 | 18 april 1933     |
| J.M. von Schmidt auf Altenstadt    | 18 april 1933    | 30 juni 1936      |
| P.J. Goedhart                      | 30 juni 1936     | 8 september 1939  |
| G. van Brakel                      | 8 september 1939 | Japanse bezetting |

## Tapanoeli
| resident van Tapanoeli   | van               | tot               |
| ------------------------ | ----------------- | ----------------- |
| A. van der Hart          | 1844              | 1848              |
| P.H.A.B. van Hengst      | 1848              | 1850              |
| W. Kocken                | 1850              | 1851              |
| P.T. Couperus            | 1851              | 1853              |
| F.H.J. Netscher          | 1853              | 1855              |
| Joan Ninck Blok          | 1855              | 1858              |
| J. van der Linden        | 1858              | 1860              |
| C.H. Palm                | 1860              | 1862              |
| H.A. Steijn Parvé        | 1862              | 11 februari 1864  |
| J.K. de Wit              | 11 februari 1864  | 6 september 1865  |
| C.C.L. van Coeverden     | 6 september 1865  | 7 juni 1869       |
| H.D. Canne               | 7 juni 1869       | 23 januari 1874   |
| S. Stibbe                | 23 januari 1874   | 19 maart 1876     |
| J.C. Boyle               | 19 maart 1876     | 26 juni 1881      |
| D.F. van Braam Morris    | 26 juni 1881      | 6 november 1882   |
| C.F.E. Praetorius        | 6 november 1882   | 6 juni 1887       |
| A.W.P. Verkerk Pistorius | 6 juni 1887       | 30 juli 1888      |
| A.L. van Hasselt         | 30 juli 1888      | 22 mei 1893       |
| P.J. Kooreman            | 22 mei 1893       | 16 juni 1894      |
| E.A.T. Weber             | 16 juni 1894      | 27 mei 1895       |
| W.C. Hoogkamer           | 27 mei 1895       | 24 oktober 1898   |
| L.C. Welsink             | 24 oktober 1898   | 5 juni 1908       |
| C.J. Westenberg          | 5 juni 1908       | 4 mei 1911        |
| J.P.J. Barth             | 4 mei 1911        | 24 maart 1915     |
| F.C. Vorstman            | 24 maart 1915     | 27 mei 1921       |
| W.K.H. Ypes              | 27 mei 1921       | 16 juli 1925      |
| P.C. Arends              | 16 juli 1925      | 12 juni 1926      |
| H.Ch. Gooszen            | 12 juni 1926      | 20 augustus 1929  |
| U. Fagginger Auer        | 20 augustus 1929  | 22 februari 1933  |
| J.W.Th. Heringa          | 22 februari 1933  | 29 september 1936 |
| V.E. Korn                | 29 september 1936 | 23 maart 1939     |
| J.N. van der Reyden      | 23 maart 1939     | Japanse bezetting |